# الحزب الشيوعي التركمانستاني
الحزب الشيوعي التركمانستاني الاشتراكي السوفياتي (بالروسية: Коммунистическая партия Туркменистана)‏، (بالتركمانية: Türkmenistanyň Kommunistik Partiyasy)‏، كان الحزب الشيوعي الحاكم في جمهورية تركمانستان الاشتراكية السوفيتية، وجزءً من الحزب الشيوعي السوفيتي. ومنذ عام 1985 كان يقوده صفرمراد نيازوف، الذي أعاد في عام 1991 تسمية الحزب إلى الحزب الديمقراطي التركمانستاني، والذي لم يعد حزبًا شيوعيًا. صار الحزب الشيوعي الحالي لتركمانستان غير قانوني خلال فترة رئاسة نيازوف بعد الاستقلال وما زال محظورًا.

## أول أمناء للحزب الشيوعي في تركمانستان
- إيفان ميزلاوك (19 نوفمبر 1924 - 1926 ؛ التمثيل حتى 20 فبراير 1925)
- شيماردان إبراهيم (يونيو 1926 - 1927)
- نيكولاي باسكوتسكي (1927-1928)
- غريغوري أرونشتام (11 مايو 1928 - أغسطس 1930)
- ياكوف بوبوك (أغسطس 1930 - 15 أبريل 1937)
- آنا محمدوف (أبريل - أكتوبر 1937 ؛ التمثيل)
- ياكوف شوبان (أكتوبر 1937 - نوفمبر 1939)
- ميخائيل فونين (نوفمبر 1939 - مارس 1947)
- شادها بطيروف (مارس 1947 - يوليو 1951)
- سوخان باباييف (يوليو 1951 - 14 ديسمبر 1958)
- دزوما دوردي كاراييف (14 ديسمبر 1958 - 4 مايو 1960)
- باليش أوفيزوف (13 يونيو 1960 - 24 ديسمبر 1969)
- محمد نزار جابورو (24 ديسمبر 1969 - 21 ديسمبر 1985)
- صفرمراد نيازوف (21 ديسمبر 1985 - 16 ديسمبر 1991)

## الأمناء الثانيون للحزب الشيوعي في تركمانستان
- فاسيلي ريكوف[2] (1963-1975)